# Карло Гоци
Карло Гоци (итал. Carlo Gozzi; Венеција, 13. децембар 1720 — Венеција, 4. април 1806.) био је венецијански драматург.

## Биографија
Гоци је рођен и умро у Венецији;потицао је из породице мање венецијанске аристократије. Шести од једанаесторо деце грофа Јакопа Антонија Гоција и Ангиоле Тијепола, рођен је у породици далеког бергамског порекла која је, дошавши у Венецију у шеснаестом веку, тамо зарадила богатство купујући имања како у граду тако иу залеђе (укључујући вилу у Визиналеу, у Фурланији). У седамнаестом веку Гоци су такође добили титулу грофа, али је њихов просперитет пропао почетком 18. века. Ова ситуација је утицала на Карлово образовање, како се он сам присећа у Бескорисним мемоарима: док су његова старија браћа, Гаспаро и Франческо, добијали редовно образовање на државним факултетима, он је само повремено примао лекције од осредњих свештеника. Стога је морао да продуби своје студије као самоук, подстакнут жељом да имитира Гаспара који се тих година јављао као књижевник; посебно је проучавао ауторе тосканске књижевности четрнаестог и шеснаестог века, као што су писци кратких прича Сакети, Фиренцуола, Пулчи, Буркијело и Берни.
У младости родитељи више нису били у могућности да га финансијски издржавају, па је отишао у Далмацију у војску. Три године касније, вратио се у Венецију и придружио се Друштву Гранелески. Ово друштво је било посвећено тежњи за очувањем тосканске књижевности од утицаја стране културе; била је посебно заинтересована за спас традиционалне италијанске комедије као што је Комедија дел арте.

## Каријера
Пјетро Кјари и Карло Голдони, два венецијанска писца, удаљавали су се од старог стила италијанског позоришта, што је угрожавало рад Друштва Гранелески. Године 1757. Гоци је бранио Комедију дел арте објављивањем сатиричне песме, а 1761. године у својој комедији заснованој на бајци Љубав за три поморанџе или Рефлективна анализа бајке Љубав три поморанџе, пародирао је Кјарија и Голдонија.
Последњих година Гоцијевог живота почео је да експериментише стварајући трагедије са углавном комичним утицајима, али су ти покушаји наишли на оштре критике. Затим је почео да ради у шпанској драми и постигао мањи успех пре своје смрти. Сахрањен је у цркви Сан Касијано у Венецији.

## Изабрана дела

### Позоришне бајке
- Љубав за три поморанџе (1761)
- Врана (1762)
- Краљ јелен (1762)
- Турандот (1762)
- Жена змија (1763)
- Срећни просјаци (1764)
- Плаво чудовиште (1764)
- Прелепа зелена девојка (1765)
- Зеим, краљ генија (1765)
- Бизарна Марфиса (1766)
- Дрога љубави (1775/1776)
- Бескорисни мемоари (1777, али објављени тек 1797)